# Mysofobie

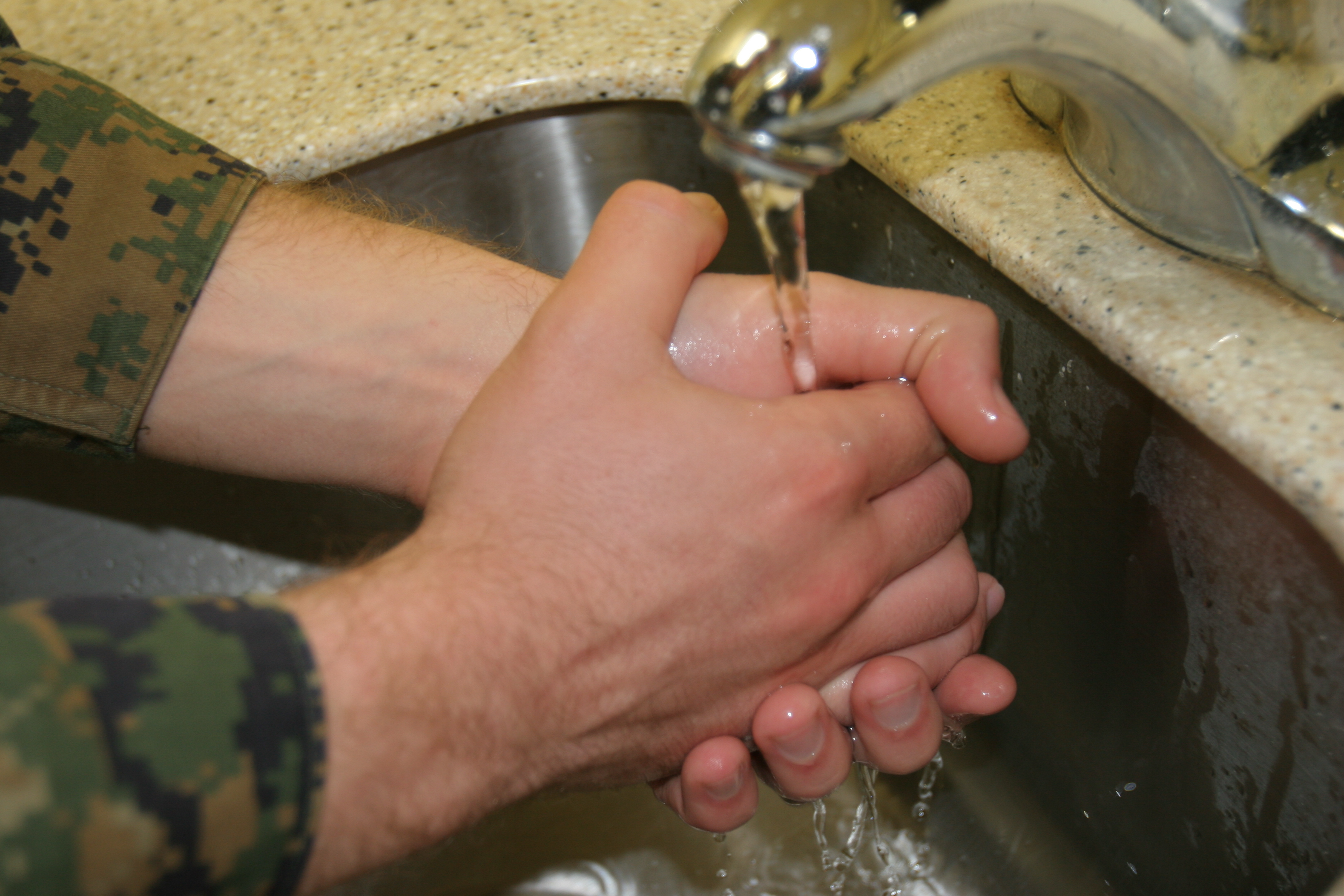
pro mysofoby je typická až nepřiměřená míra hygieny, například velmi časté mytí rukou

Mysofobie je chorobný strach ze špíny a nečistoty. Někdy je mysofobie dávána do souvislosti, zaměňována či směšována například s germofobií (strachem z choroboplodných zárodků) nebo s rupofobií (strachem z vyrážek) a může s ní souviset obsedantně-kompulzivní porucha projevující se hygienickými rituály, což postihuje častěji ženy než muže. Opakem mysofobie je mysofilie, záliba v nečistotách. 

## Název
Název mysofobie pochází z řeckých slov mysos = špína a fobos = strach.
Mnohé zdroje uvádějí tuto fóbii chybně ve tvaru misofobie nebo mizofobie, zřejmě pod vlivem slov jako misopedie, misantropie, misandrie, misogynie, misofonie atd. Tato slova však jsou odvozena z řeckého slova misos = nenávist. Misofobie by tedy znamenala nenávist k fóbiím, strach z fóbií. 
Chybný tvar misofobie lze nalézt například na webu rehabilitace.info. Slovník odborných termínů psychologického poradenství a speciální pedagogiky od PhDr. Antonína Mezery z roku 1997 uvádí dokonce obě varianty jako dvě různá hesla: misofobii jako nutkavý strach před nečistotou, mysofobii jako chorobný odpor vůči každému dotyku vycházející ze strachu ze znečištění nebo infekce, a někdy také strach z myší (zde jde o záměnu s musofobií).

## Nosologická klasifikace
Mezinárodní klasifikace nemocí MKN-10 pod kódem F 40.2 uvádí souhrnně specifické (izolované) fobie. Jmenovitě uvádí pět typů fóbií, která tato diagnostická skupina zahrnuje, mysofobie však mezi nimi není, specificky nejsou její příznaky uvedeny ani v úvodním popisu diagnózy, ani v popisu diferenciální diagnózy. Typické problematické projevy budou většinou spíše patřit pod diagnózu obsedantně-kompulzivní poruchy.

## Výskyt, příznaky a léčba
Člověk trpící mysofobií má velmi těžký život, protože má panický strach dotýkat se věcí, na kterých očekává celou řadu bakterií. Takového člověka můžeme vidět, jak se dotýká předmětů denní potřeby nebo dveřních klik rukou s kapesníkem nebo ubrouskem. Kromě toho si postižený velmi často myje ruce mýdlem, případně dezinfekčními prostředky, což poškozuje a vysušuje kůži dlaní.
Příčina vzniku této fobie není zcela jasná. Poměrně často může být mysofobie sdružena s dalšími fobiemi a celkově úzkostnou osobností.
Diagnózu stanovuje lékař v oboru psychiatrie, a to na základě pacientových obtíží. Zásadní je důkladný rozhovor s nemocným a přesné určení tíže a charakteru jeho potíží. Základem léčby je dlouhodobá psychoterapie (např. kognitivně-behaviorální terapie), během níž se člověk učí pochopit podstatu svého strachu a učí se s ním zacházet a překonávat ho. Psychoterapie může být podpořena i psychiatrickými léky, typicky jsou to léky proti úzkosti, případně antidepresiva při známkách deprese. Úspěšnost kombinované léčby je 70–90 %.